# 実験器具
実験器具(じっけんきぐ)は、科学程度の大きさとなると実験設備などと呼ばれるようになる。

## 概要
テーブルトップで扱われる実験器具としては化学実験で用いられる、ビーカー、フラスコ、メスシリンダーなどの器具が代表的な例である。これらは、酸やアルカリ、有機溶媒などによる腐食に強く、洗浄が容易で耐熱性のあるパイレックスなどで作られることが多い。
実験器具としては、容器類・測定器具がほとんどの場で必要とされる。それらは日用品にも類似物があるが、より高い精度が求められる。
実験に使う器具は実用品で代用できるならそれでもよく、かつてはその例も多かったであろう。日本では江戸時代末期に化学が持ち込まれた際、ビーカーやフラスコはなかったため、青年たちはとっくりやぐい飲みで実験を行ったという。現在では、学校教育の充実や医療検査など、実験器具の需要が大きく広くなっているから、大抵のものは既製品がある。
しかしかつてはそのようなものはなかったから、また現在でも特殊な実験を行う場合には既製品では間に合わない。さらに実験とは、新たな試みであることが多く、当然ながら既製品が使えないことはままある。そのため、ある程度の器具は自作できなければならない。ガラス管の変形などは、実験者には必要な素養の一つである。